# LH Bundeswehr Bekleidungsgesellschaft
Die LH Bundeswehr Bekleidungsgesellschaft mbH (LHBw) war eine Kooperationsgesellschaft zwischen dem Bund (Geschäftsbereich des Bundesministeriums der Verteidigung), der mit 25,1 Prozent beteiligt war, und der LH Bekleidungsgesellschaft mbH (LHB), die 74,9 Prozent der Gesellschaftsanteile hielt. An der LHB wiederum waren die Unternehmen Lion Apparel Deutschland GmbH und Hellmann Worldwide Logistics GmbH & Co. KG zu gleichen Teilen beteiligt. Zweck der Kooperation war das zivile Outsourcing der bisher durch die Bundeswehr in eigener Zuständigkeit betriebenen militärischen Bekleidungswirtschaft.

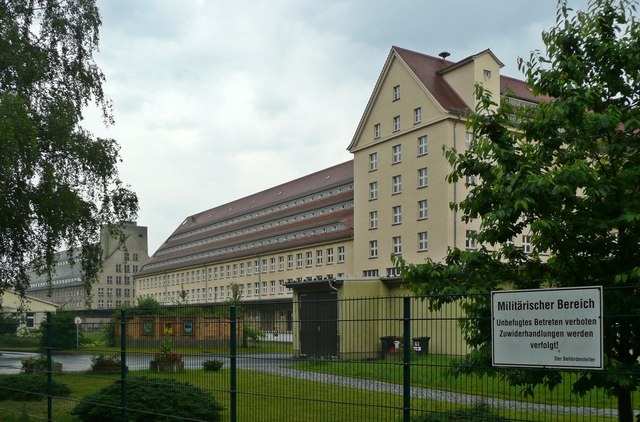
Ehemaliges Bekleidungszentrum der LH Bekleidungsgesellschaft der Bundeswehr (LHBw) im sächsischen Prossen

Die LHBw wurde beauftragt, zunächst bis zum Jahr 2013 die Bekleidungswirtschaft der Bundeswehr zu betreiben und ein Drittgeschäft aufzubauen. Für den Aufbau des Drittgeschäfts war die 100%ige Tochtergesellschaft der LHBw, die LH Dienstbekleidungs GmbH (LHD) zuständig.
Durch die privatwirtschaftliche Reorganisation der Bekleidungswirtschaft der Bundeswehr sollten bei gesteigerter Qualität die Kosten gesenkt werden. Das Unternehmen übernahm von der Bundeswehr 21 Bekleidungszentren, 171 Bekleidungskammern und Warenbestände in Höhe von 625 Mio. Euro. Der LHBw wurden 3764 Mitarbeiter des Bundes beigestellt. Das Tochterunternehmen LHD übernahm März 2003 die Aufgaben der Kleiderkasse für die Bundeswehr. Die LHD verfügte zum Schluss über 18 Verkaufsshops und einen Onlineshop.
Im April 2003 erfolgte die erste eigenverantwortliche Einkleidung von 28.000 Rekruten. Es wurden innerhalb von 5 Arbeitstagen 2,9 Mio. Bekleidungsartikel ausgegeben. Der Fehlteilanteil, der vor der Übernahme durch die LHBw 2 bis 5 Prozent betrug, lag bei 1,4 Prozent. Im Durchschnitt des Zweijahreszeitraums Juli 2004 bis April 2006 lag der Fehlteilanteil nur bei 0,3 Prozent, durch Nachlieferung innerhalb von zehn Tagen wurde er auf 0,05 Prozent gesenkt. Bis zum April 2006 senkte das Unternehmen den Warenbestand auf 346 Mio. Euro und den Mitarbeiterbestand auf 1840. Die ehemaligen Kleiderkammern, die nun Servicestationen heißen, wurden auf 117 reduziert. Der Versuch der LH Bundeswehr Bekleidungsgesellschaft, das öffentliche Vergaberecht für Aufträge der Bundeswehr zu umgehen, endete 2003 mit einer Niederlage vor dem Oberlandesgericht Düsseldorf.
Ausschlaggebend für die Gründung waren Wirtschaftlichkeitsberechnungen, wonach innerhalb von 12 Jahren Einsparungen in Höhe von 718 Mio. Euro anfallen sollten, davon 166 Mio. Euro innerhalb der ersten drei Jahre. Nach fünf Jahren wurden nach Auskunft der LHBw bereits Einsparungen i.H.v. 412 Mio. Euro erreicht.
Nach ersten Jahren mit Gewinn geriet die LHBw aufgrund der Aussetzung der Wehrpflicht und der internationalen Expansionsstrategie im Drittgeschäft in erhebliche wirtschaftliche Schieflage. Schon 2013 wurden 10,8 Millionen Euro Verlust gemacht.
Als 2015 eine Insolvenz der LHBw absehbar wurde, entschied sich die Bundesregierung zur Übernahme; diese sollte Kosten in Höhe von 91,86 Millionen € verursachen.
Im Jahr 2015 übernahm der Bund die Geschäftsanteile der privaten Gesellschafter Lion Apparel Inc. USA und Hellmann Worldwide Logistics GmbH & Co. KG an der LHBw. Die LHBw befand sich somit komplett im Besitz der Bundesrepublik Deutschland. Die LHD Group Deutschland GmbH, in der das Nicht-Bundeswehrgeschäft zusammengeführt wurde, wurde 2016 an einen Investor verkauft.
Aus den bisherigen Gesellschaften entstand 2017 die Bw Bekleidungsmanagement GmbH (BwBM), die sich auf die Bundeswehr konzentriert.